# Emmudiment
L'emmudiment és un fenomen fonètic. És la denominació que rep la no pronúncia d'un so.
En el català és un fenomen bastant comú, sobretot en el bloc oriental.
Els casos més comuns, més coneguts són els de la lletra 'h'.
- Ahir; [ə'i], helicòpter; [əli'kɔptəɾ], cohesió; [kuəziˈo], haver; [ə'βɛ], ...

En els dialectes orientals del català, per exemple, també hi trobem altres casos:
- 'r' muda:
- a final de paraula en infinitius i en altres mots: menjar; [məɲ'ʒa], conèixer; [ku'nɛʃə], dormir; [duɾ'mi] i salvador; [səlbə'ðo], ambaixador; [əmbəʃə'ðo], sabater; [səβə'te], diners, [di'nes] però popular; [pupu'laɾ], per; [pəɾ]...
- en posició central: arbre; ['abɾə]

- 't'muda:
- a final de paraula: molt; [mol], pont; [pɔn], alts; [als], ...

- 's'muda:
- a final de paraula: aquest; [a'kɛt], aquests; [a'kɛts], ...

Els casos de la t, la p, etc. són produïts sovint a causa de la sonorització de l, m i n.